# Tashi et Nungshi Malik
Pour les articles homonymes, voir Malik.
Sept sommets
Tashi et Nungshi Malik (nées le 21 juin 1991) sont deux alpinistes indiennes. Elles sont les premières sœurs jumelles à avoir gravi les Sept sommets et atteint les pôles Nord et Sud.
Elles ont reçu plusieurs prix dont le Nari Shakti Puraskar en 2020. Il s'agit du prix le plus élevé décerné aux femmes en Inde.

## Jeunesse
Les jumelles Malik sont originaires de l'État d'Haryana, en Inde. Leur famille est installée à Dehradun après la retraite de leur père colonel dans l'armée. Elles fréquentent plusieurs écoles dans différents états, y compris la Lawrence School de Lovedale (en), près d'Ooty. En 2013, elles obtiennent leur diplôme en journalisme et communication à l'Université Sikkim Manipal (en). Elles sont aussi titulaires d'un certificat en paix et résolution de conflits de la School of International Training (en) aux États-Unis.
En 2015, les sœurs jumelles sont diplômées en sport et en exercice au Southern Institute of Technology (en) d'Invercargill en Nouvelle-Zélande.

## Alpinisme
Les sœurs Tashi et Nungshi Malik se forment à l'alpinisme à l'Institut d'alpinisme de Nehru en 2010.

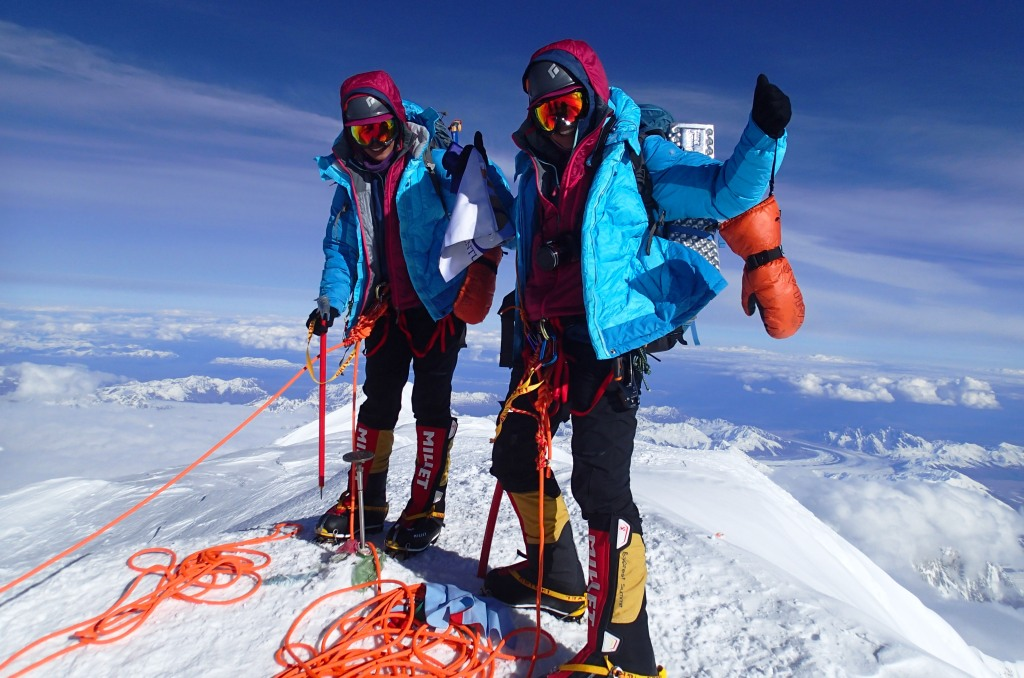
Les jumelles Tashi et Nungshi Malik au sommet du mont McKinley, Alaska

Le 19 mai 2013, elles escaladent le mont Everest, devenant les premières sœurs à réaliser l'exploit. Elles sont rejointes au sommet par Samina Baig et placent ensemble les drapeaux de l'Inde et du Pakistan pour symboliser la paix entre leurs deux pays. Les jumelles participent au Climbathon 2013 durant lequel elle gravissent un pic vierge à 6400 mètres d'altitude avec l'aide financière de la Fondation indienne d'alpinisme.
Elles sont les premières jumelles à avoir réalisé l'ascension des Sept sommets, après avoir escaladé le mont Vinson en 2014.
Elles sont aussi les plus jeunes alpinistes à avoir achevé le Three Pole Challenge.
Elles terminent le grand Chelem des explorateurs le 15 juillet 2015 en un peu plus de deux ans.
En septembre 2019, Tashi et Nungshi Malik participent à la course la plus difficile du monde l'Eco Challenge Fiji. L’événement oppose 66 équipes d'athlètes de haut niveau de 30 nationalités aux forces de la nature et les unes contre les autres, parcourant 671 km de paysage fidjien accidenté, d'océan, de rivières, de lacs et de jungles. Elles sont, à ce jour, les seules sud-asiatiques à avoir été candidates de cette course.

### Sept sommets
Les deux sœurs ont gravi les Sept sommets entre 2013 et 2014.
| Non. | Image | de pointe     | Élévation | Continent        | Date du sommet   |
| ---- | ----- | ------------- | --------- | ---------------- | ---------------- |
| 1    |       | Mont Everest  | 8 849 m   | Asie             | 19 mai 2013      |
| 2    |       | Aconcagua     | 6 961 m   | Amérique du Sud  | 29 janvier 2014  |
| 3    |       | Mont McKinley | 6 194 m   | Amérique du Nord | 4 juin 2014      |
| 4    |       | Kilimandjaro  | 5 895 m   | Afrique          | 15 juillet 2015  |
| 5    |       | Elbrouz       | 5 642 m   | Europe           | 22 août 2013     |
| 6    |       | Mont Vinson   | 4 892 m   | Antarctique      | 14 décembre 2014 |
| 7    |       | Puncak Jaya   | 4 884 m   | Australie        | 19 mars 2014     |

### Pôle Nord et pôle Sud

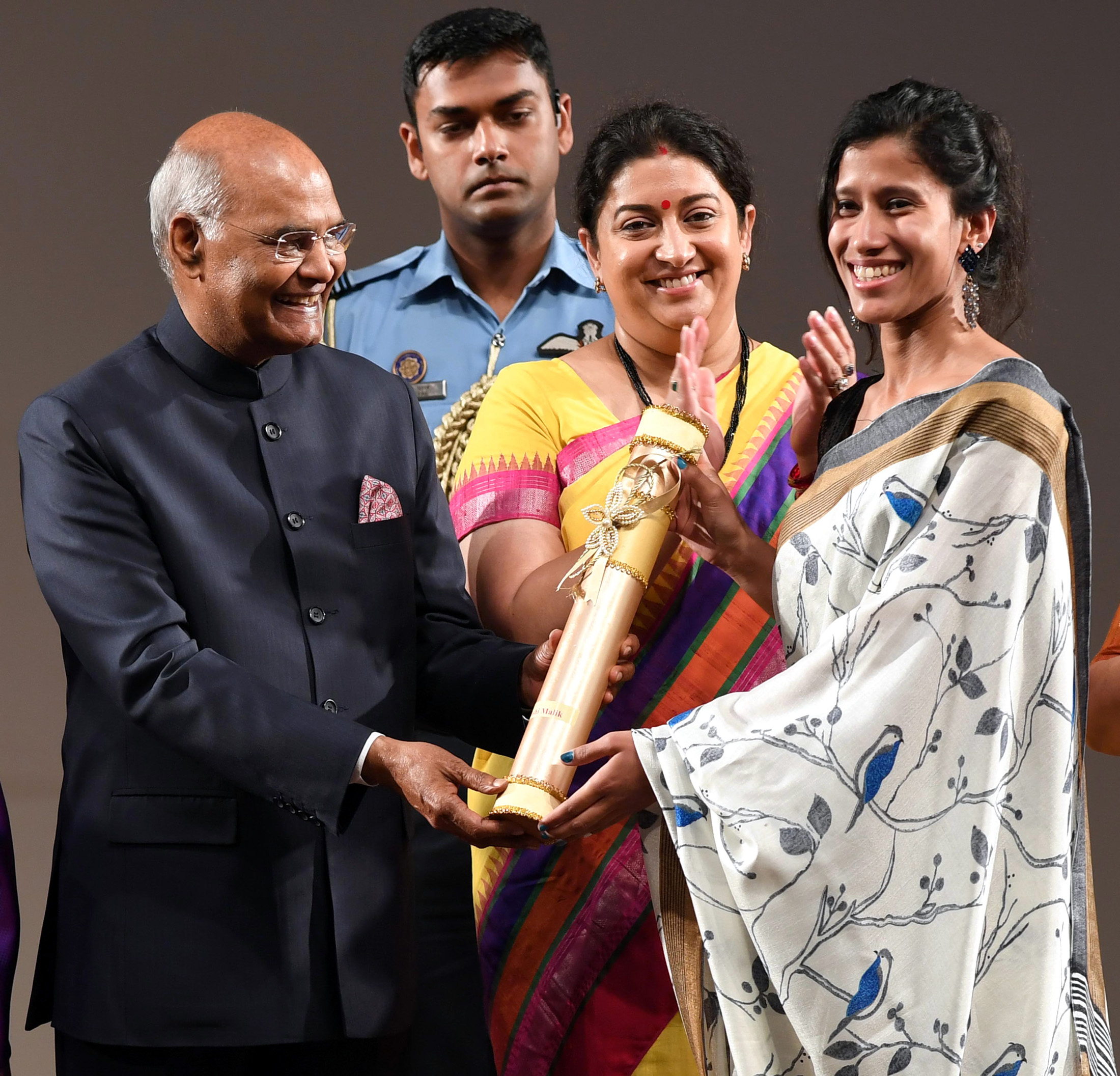
Le président indien Shri Ram Nath Kovind remettant le prix Nari Shakti Puruskar 2019 à Tashi Malik le 8 mars 2020

| Non | Image | Pôle      | An               |
| --- | ----- | --------- | ---------------- |
| 1   |       | pôle Nord | 21 avril 2015    |
| 2   |       | pôle Sud  | 28 décembre 2014 |

## Distinctions et reconnaissance
En 2015, elles sont sélectionnées pour le « Global Sports Mentoring Program » du département d'État américain pour les femmes leaders émergentes dans le sport
Le 29 août 2016, le président de l'Inde leur décerne le Tenzing Norgay National Adventure Award le plus haut prix de l'aventure de l'Inde. Le même année, elles obtiennent de la part du président Guðni Th le prix Leif Erikson des jeunes explorateurs en Islande.
Elles ont reçu plusieurs prix dont le Nari Shakti Puraskar en 2020. Il s'agit du prix le plus élevé décerné aux femmes en Inde.